# Lidija Wassiljewna Blochina
Lidija Wassiljewna Blochina (russisch Лидия Васильевна Блохина; * 1. Dezember 1954 in Kisljar) ist eine sowjetisch-russische Maschinenbauingenieurin und Frauenrechtlerin.

## Leben
Blochinas Vater Wassili Karpowitsch Sipko (* 1919) war Chefingenieur der Kisljarer Kognakfabrik. Blochina ist verheiratet und hat zwei Kinder: Oxana (* 1975) und Konstantin (* 1983). Blochina studierte am Dagestanischen Polytechnischen Institut in Machatschkala mit Abschluss 1976.
Nach dem Studium leitete Blochina die Abteilung für innovative Technologien des dagestanischen Ministeriums für Wohnungswesen und Kommunalwirtschaft. 1989–1996 arbeitete Blochina in Toljatti im Wolga-Automobilwerk als Ingenieurin für Garantiefälle.
Als sich 1997 in Moskau die Handelsgesellschaft Lada gründete, wurde Blochina deren Generaldirektorin und blieb es bis 2006.
Blochina betätigte sich ständig in der Frauenbewegung. Sie gründete die Wohltätigkeitsstiftung für Kunst und weiblichen Stil. Sie ist seit 2002 Vorsitzende des Exekutivkomitees der Konföderation der Geschäftsfrauen Russlands. Sie gründete 2004 in Moskau die internationale gesellschaftlich-ökonomische Frauenunion und ist deren Präsidentin. Sie ist Präsidentin des Koordinierungsrats der Gesellschaft zur Förderung des Frauensports und -tourismus der Autofahrerinnen Russlands und Ratsmitglied des Romanow-Fonds zur Förderung von Sport und Medizin. Sie ist Mitglied der Kommission für internationale Zusammenarbeit und gesellschaftliche Diplomatie der Gesellschaftlichen Kammer der Russischen Föderation.